# Tumulus van Emael
De Tumulus van Emael (lokaal aangeduid met Tumulus d'Emael) is een Gallo-Romeinse grafheuvel bij Emael in de Belgische provincie Luik in de gemeente Bitsingen. Hij ligt in het gebied Thier à la Tombe aan de weg Rue du Garage aan de oostkant van de groeve Marnebel. Het Waalse woord Thier verwijst naar de helling van een heuvel of van een steile weg en tombe verwijst naar een Romeinse grafheuvel. Boven op de tumulus staat een houten kruis.
Aan de andere kant van de weg ligt groeve Marnebel.

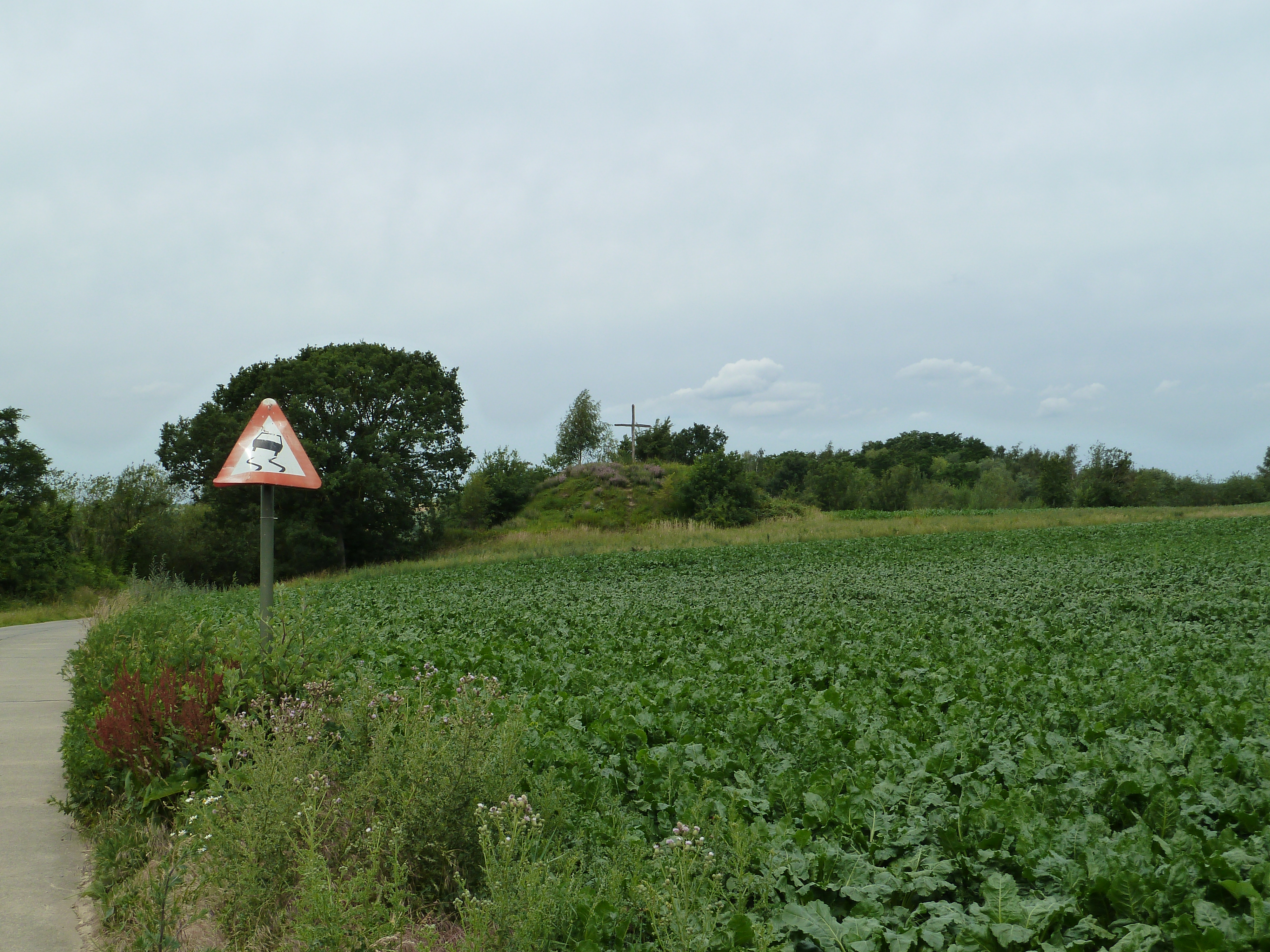
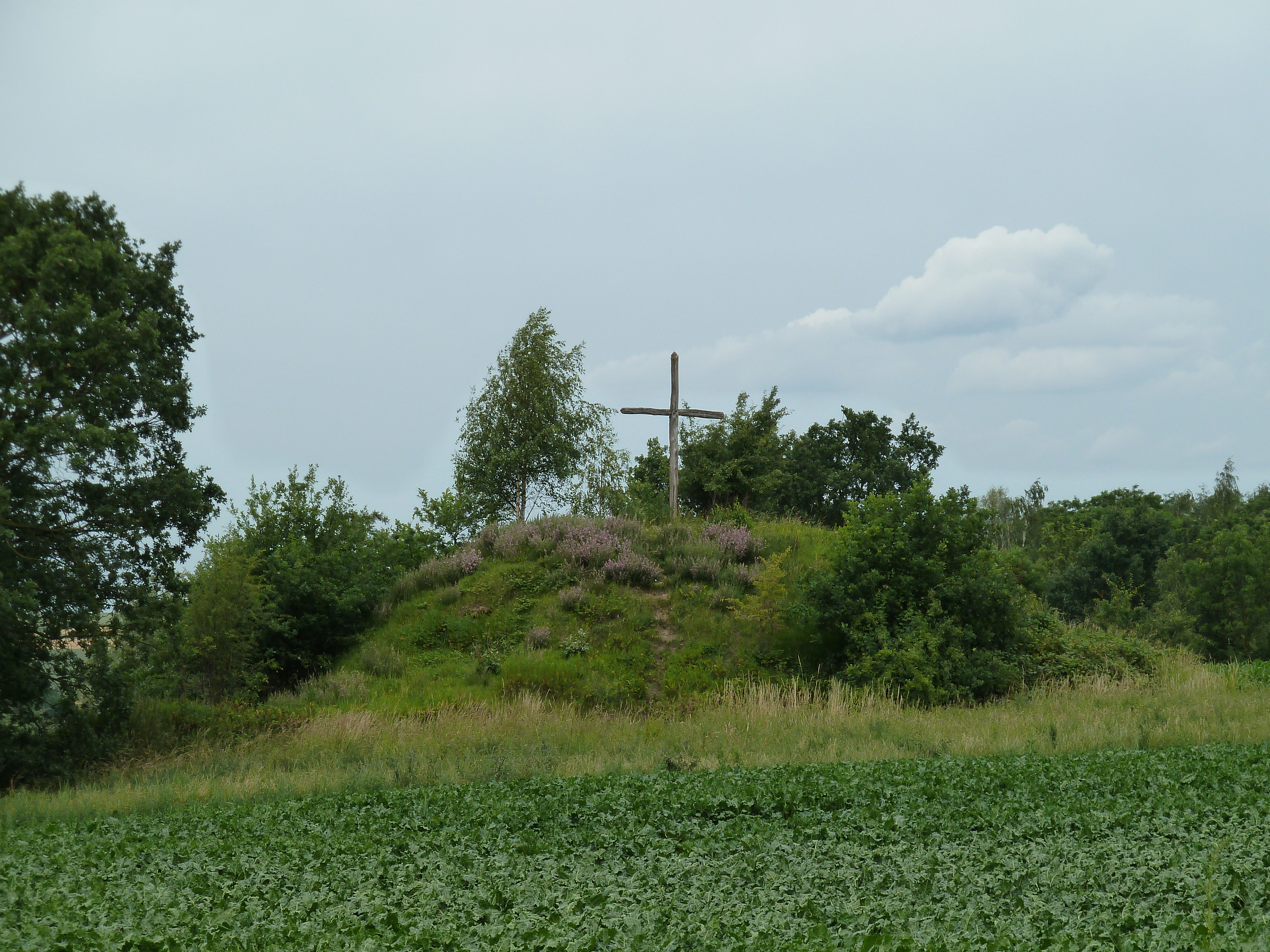
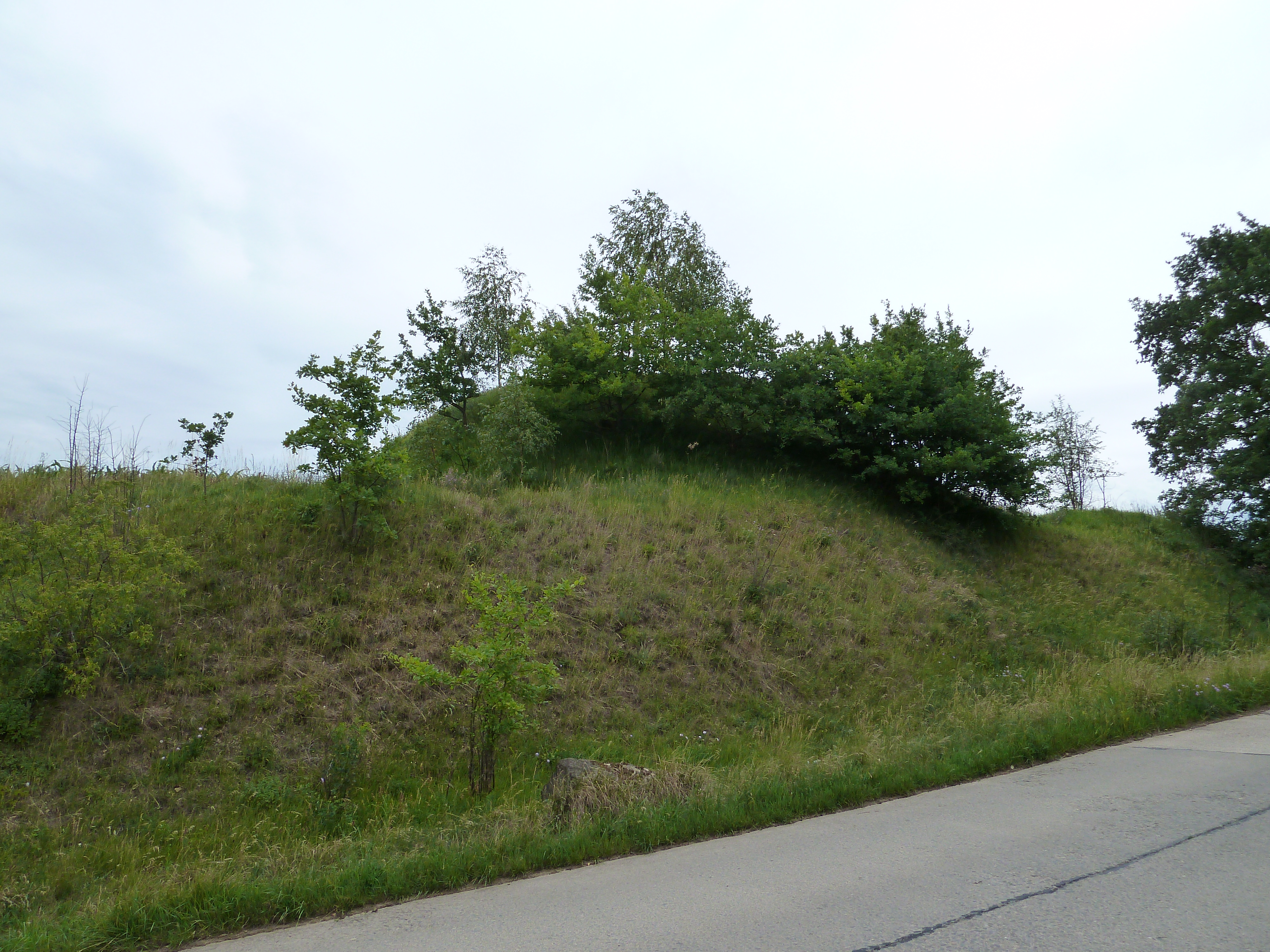
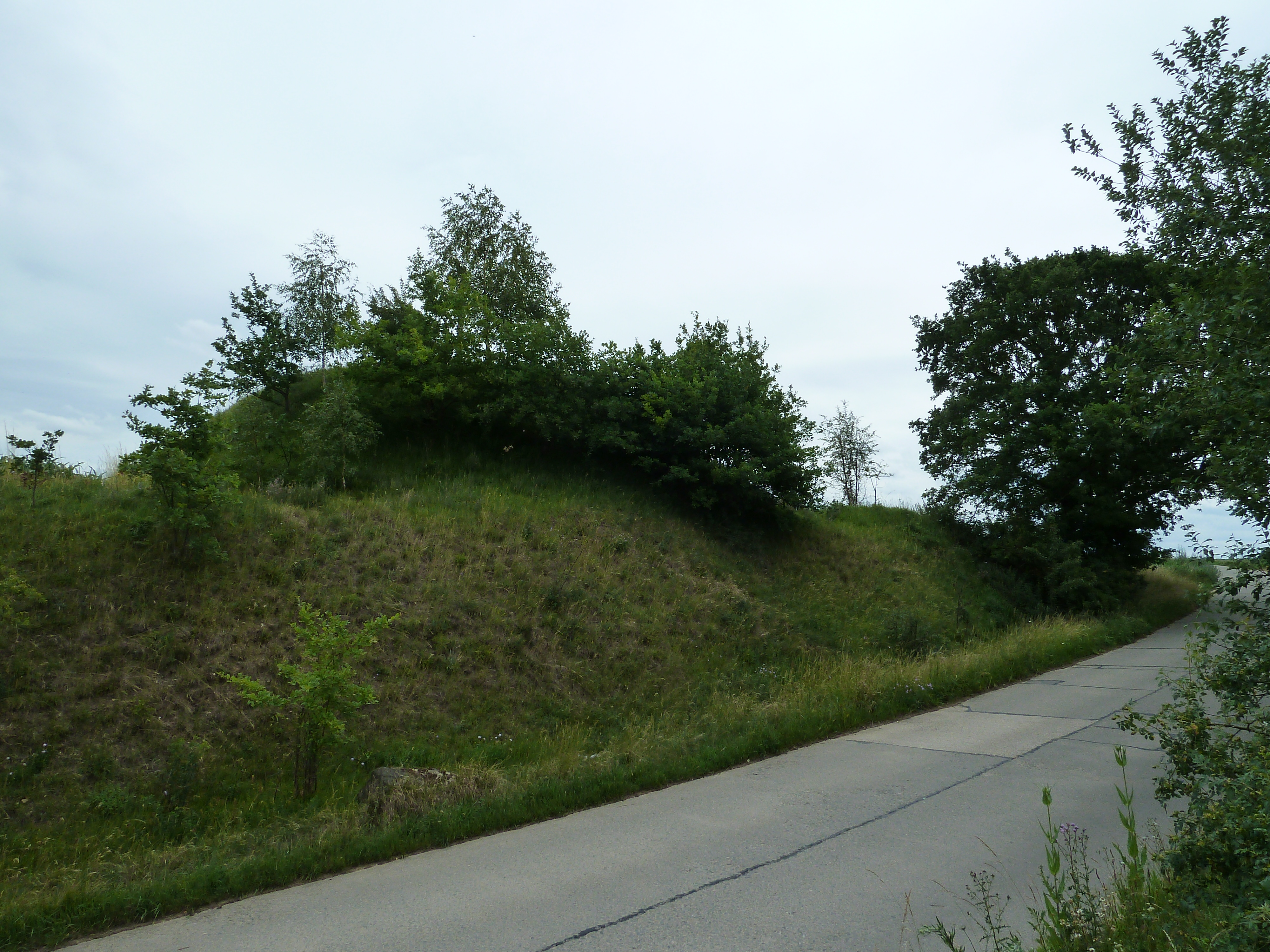